# Прашнички конац
Прашнички конац (filamentum) је део прашника биљке. На његовом врху се налази прашница (anthera). Наставак прашничког конца повезује (conectiv) две полуантене (thecae) које чине прашницу.

## Анатомска грађа
Анатомска грађа прашничког конца и поленових кеса је у почетку њиховог развоја скоро иста, али се касније јављању разлике, пре свега због разлика у њиховим улогама. На попречном пресеку прашничког конца се могу видети епидермис, паренхимске ћелије са интерцелуларима и по правилу које према Вилсону (Wilson) важи за 95% врста скривеносеменица, само један проводни снопић, који углавном чине ћелије са спиралним задебљањима. Епидермис чине издужене ћелије и на њему може да се налази кутикула. Код оних прашника који имају листолики изглед, на епидермису се налазе и стоме које су стално отворене, па зато подсећају на хидатоде. Механичких елемената нема, а нит се одржава у усправном положају због тургора. Уколико је прашнички конац обојен, што је често случај, боја потиче од пигмената растворених у ћелијском соку. Значај боје прашничког конца код неких врста је у томе да привлачи опрашиваче, као што је случај код врста рода Callistemon.

## Изглед
Продужетак прашничког конца, конектив, код различитих врста може имати различите облике. Тако је у појединим родовима фамилије мртвих коприва он тростран или шестостран са сферично издубљеним антерама.